# Still Waters
Albums de Bee Gees
Size Isn't Everything
(1993) One Night Only
(1998)
Still Waters est le vingt-et-unième album studio des Bee Gees, sorti en 1997.
Le single Alone se classe directement dans le top 20 en Europe et aux États-Unis. En France la chanson s'est classée à la 5e place du top 50 en avril.
Pour célébrer leurs 30 ans de carrière ainsi que leur intronisation au Rock and Roll Hall of Fame, les Bee Gees donnent un concert unique à Las Vegas en novembre, One Night Only.

## Titres
Toutes les chansons sont de Barry, Robin et Maurice Gibb.
1. Alone – 4:49
2. I Surrender – 4:18
3. I Could Not Love You More – 3:43
4. Still Waters (Run Deep) – 4:08
5. My Lover's Prayer – 4:00
6. With My Eyes Closed – 4:19
7. Irresistible Force – 4:36
8. Closer Than Close – 4:34
9. I Will – 5:08
10. Obsessions – 4:43
11. Miracles Happen – 4:12
12. Smoke and Mirrors – 5:00

## Personnel
- Barry Gibb – chant, guitare, programmation
- Robin Gibb – chant
- Maurice Gibb – chant, claviers, guitare

Musicien additionnels
- Alan Kendall – guitare
- Steve Lukather - guitare
- Michael Thompson – guitare
- Dean Parks – guitare
- Marc Schulman – guitare
- Spanky Alford – guitare
- Carl Verhyn – guitare
- Waddy Wachtel – guitare
- Leland Sklar - basse ("I Surrender")
- Mike Porcaro - basse ("Alone")
- George "Chocolate" Perry – basse
- Anthony Jackson – basse
- Gregg Bissonette - batterie ("Alone", "I Surrender")
- Steve Porcaro - claviers (Alone)
- David Paich - claviers
- David Foster – claviers
- Steve Skinner – claviers, synthétiseur
- Peter John Vettese – claviers, programmiation
- Robbie Kondor – claviers
- Jeff Bova – claviers, synthétiseur basse
- Alan Clark – claviers
- Rob Mounsey – claviers
- Kelvin Wooten – claviers
- Mike McAvoy – claviers, guitare
- Manu Katché – batterie
- David Elliot – batterie
- Steve Jordan - batterie
- Jimmy Bralower – percussions
- Dave Halpem – percussions
- Ralph MacDonald – percussions
- Russ Titelman – programmation
- Raphael Saadiq – programmation, basse, guitare, chœurs
- Joe Mardin – programmation de la batterie